# Ringelsdorf-Niederabsdorf
Ringelsdorf-Niederabsdorf es un municipio situado en el distrito de Gänserndorf, en el estado de Baja Austria, Austria. Tiene una población estimada, a inicios de 2024, de 1283 habitantes.
El territorio municipal abarca las localidades de Ringelsdorf y Niederabsdorf.